# 4,2 cm PaK 41
4,2 cm lePaK 41 – niemiecka lekka armata przeciwpancerna z lufą stożkową używana przez oddziały spadochronowe Fallschirmjägger. Armata umieszczona została na łożu działa 3,7 cm PaK 36. Produkcja działa, początkowo noszącego oznaczenie PaK 2472 (K-Rohr) rozpoczęła się latem 1941 roku i trwała do maja 1942 roku.
Początkowy kaliber lufy wynosił 40,3 mm, kaliber u wyjścia z lufy wynosił 29,4 mm. Dzięki temu osiągnięto przebijalność pancerza równą 72 mm z odległości 455 m. Pociski z wolframu dawały jej bardzo dobrą przebijalność jak na armatę tego kalibru, ale po wyczerpaniu zapasu tego metalu stała się praktycznie bezużyteczna.